# Хиројуки Санада
Хиројуки Санада  (јап. 真田 広之; Токио, 12. октобар 1960) је јапански филмски и телевизијски глумац, певач и мајстор борилачких вештина. 
Добитник је многих награда, укључујући две Еми награде, две Хочи филмске награде, две награде јапанске филмске академије, Маиничи филмске награде, три Блу рибон награде за најбољег глумца, четири Кинема Јунпо награде, почасну награду са Јокохама филмског фестивала. 2018. му је додељена медаља части са љубичастом траком која се додељује од стране јапанске владе за уметнички развој, напредак и достигнућа.
Интернационалној публици је најпознатији по филмовима Рингу (1998), Последњи самурај (2002), Гас до даске 3 (2007), 47 ронина (2013), Вулверин (2013), Мортал комбат (2021), Брзина метка (2022), Џон Вик 4 (2023) и историјској драмској серији Шогун (2024).

## Живот и каријера

### 1966–1978: Дечји глумац
Рођен у Токију, откривен је као млади таленат док се играо са сином глумца Кокичија Такаде који је живео у истом кондоминијуму. Након што је радио као модел за дечји часопис, придружио се театарској групи Химавари са пет година. Првобитно планирајући да буде звезда акционих филмова, тренирао је борилачке вештине, међу њима и карате. Почео је да игра бејзбол са 8 година као хватач. Санаду је менторирао глумац Шиничи „Сони” Чиба, и био је члан његовог Јапанског акционог клуба, поставши његов штићеник.  Са пет година, Санада је имао своју прву улогу у филму Игра на срећу (浪曲子守唄) из 1966. године, где игра Чибиног сина. Имао је неколико улога на јапанској телевизији и у филмовима, али је привремено престао да се бави глумом да би могао да се фокусира на нормално детињство. Рекао је да му је то дало „добру прилику да гледа филмове као публика”, што је помогло његовој перспективи. У тинејџерским годинама знао је како да глуми, бори се, пева, игра, изводи вратоломије, јаше коња и развио је свестраност. Санада је приметио да ће многи популарни глумци развити такве вештине, и сматрао је да је „најбоља услуга за публику” да то сам уради пре него што се поново бави глумом. Поново је почео да глуми улогом у филму јапанског редитеља Кинџија Фукасакуа.

### 1982–1999: Јапанске улоге
Санада је 1982. године дипломирао филмске науке на Универзитету Нихон. Године 1992. Санада је играо Јошинарија, берзанског посредника који је постао јакуза у комедији Кеишо Саказуки (Сукцесија), са Огатом Кеном. Године 1997. Санада је глумио у телевизијској драми Прича о љубави, познатој и по јапанском наслову Кона Кои но Ханаши, где је играо улогу Шуичира Харашиме, богатог, али усамљеног бизнисмена из више класе који се заљубљује у дизајнера декорације из породице ниже класе коју игра Нанако Мацушима. Следеће 1998. године, Санада је поново глумио са Нанако Мацушимом у мистериозном трилеру Рингу (прстен, круг) као Такајама Рјуџи, бившег мужа Мацушиминог лика Реико, новинарке која истражује смрт своје нећаке. Такође 1998. године, Санада је глумио Асамија у филму Тадон то Чикува Џуна Ичикаве. Санадина улога пратила је причу о писцу који је патио од списатељске блокаде. Године 1999. Санада је глумио у филму Мајонака Маде (Око поноћи) као Моријама Коџи, самоуверени извођач џез трубе који наступа у клубу под називом „Cotton Tail”. У филму, Моријама види како двоје убица нападају лик који глуми Мишел Риз, које они настављају да јуре током филма. 

### 1999–2002: Краљевско Шекспирово друштво
1999. и 2000. наступао је са Краљевским Шекспировим друштвом (РСЦ) у њиховој продукцији Краља Лира. Продуцент Најџел Хоторн је лично позвао Санаду да игра улогу, али Санада је сумњао у себе јер раније није играо улогу на енглеском језику. Санада је био прихватио улогу након што су га продуценти уверили да је он „прво глумац пре него што је [био] Јапанац или Азијац”. За ову улогу именован је за почасног члана Ордена Британске империје (МБЕ) 2002. године, наводећи његов „допринос ширењу британске културе у Јапану”. Те године, Санада је играо главну улогу нижерангираног Сеибеија Игучија у Сумраку самураја, радњу филма прати буран живот из времена овог лика који документује финансијске проблеме са којима се могао суочити јапански ратник из 19. века.

### 2003–2009: Последњи самурај и интернационални успех
Године 2003, Санадина улога као Уђија, мајстора мачеваоца, поред Тома Круза у филму Последњи самурај, донела му је похвале. Санада је играо Мацуду, човека који се спријатељио са Тодом Џексоном, а чији лик тумачи Рејф Фајнс, у Белој грофици (2005) у режији Џејмса Ајворија. Глумио је у кинеском филму Обећање у режији Чена Кајгеа као генерал Гуангминг. Санада се појавио у Гас до даске 3 (2007) са Џекијем Ченом и Крисом Такером, и у филму Денија Бојла Сунце (2007) као Канеда, као и у филму Град последњег одредишта (2009), у којем игра Пита, млађег љубавника Адама Гунда, лика којег тумачи Ентони Хопкинс.

### 2010–2020: Изгубљени, Западни свет и Осветници: Крај игре
Санада се придружио глумачкој екипи АБЦ-јеве ТВ серије Изгубљени 2010. током њене шесте и последње сезоне. Глумио је Догена, високо позиционираног члана „Других”. Године 2013. појавио се у 47 ронина (прва адаптација легенде Чушингура на енглеском језику, најпознатија јапанска прича о оданости и освети самураја) заједно са Кијануом Ривсом, као Шинген Јашида у Вулверину са Хјуом Џекманом, и као Такаши Нагасе у Железничару, причи о освети и помирењу са Стеланом Скарсгордом и Колином Фиртом у главним улогама. Он је позајмио глас лику „Сумо Вилиан” у Минионсима, мајстору снаге и моћи који прогања минионсе. Санада је гостовао као Такехаја, бивши официр јапанске морнарице и легендарни гусарски капетан у Азији после куге, у апокалиптичној драмској серији Последњи брод. Такође је глумио у филму Живот из 2017. са Џејком Џиленхолом, Ребеком Фергусон и Рајаном Рејнолдсом. Године 2018. имао је повремено појављивање улогом мајстора мача Мусашија у ХБО серији Западни свет, и играо је мању улогу Акихика у филму Осветници: Крај игре из 2019. године. У августу 2019. године, Санада је добио улогу Шкорпиона у Мортал Комбат рибуту. 2020. године, Санада је глумио заједно са Џонијем Депом у филму Минамата. Године 2021. играо је лукавог власника казина Блаја Танаку у акционом филму Зака Снајдера Војска мртвих.

### 2021 – данас: Брзина метка, Џон Вик: Поглавље 4, Шогун
2022. године, Санада је преузео главну споредну улогу Старешине у филму Брзина метка насупрот Бреду Питу. Године 2023. глумио је Коџија Шимазуа, менаџера хотела Осака Континентал, у филму Џон Вик 4 и био је представљен у мултикомерцијалној кампањи која представља Мазду CX-90. Године 2021, Санада је најављен као продуцент и део глумачке екипе ФКС ограничене серије Шогун, адаптиране по роману Џејмса Клавела, играјући улогу Лорда Торанаге. Серија је добила широку глобалну похвалу критике, а Санадина улога у серији сматра се врхунцем међу многим рецензентима. Године 2024. Санада је постао први јапански глумац или глумица који је освојио било коју Еми награду, а нарочито први јапански добитник главне Еми награде за изванредног главног глумца у драмској серији, за своју улогу у серији Шогун. Санада је такође добио награду Еми за најбољу драмску серију за своју улогу продуцента у серији. Санада ће за ту улогу добити инаугуралну награду за најбољу ТВ серију на Међународном филмском фестивалу „EnergaCamerimage”. Био је номинован за Готам ТВ награду за изванредну изведбу у ограниченој серији, и награду Удружења телевизијских критичара за индивидуална достигнућа у драми. Номинован је за најбољег глумца у стримованој драмској серији на 4. додели Астра ТВ награда.

## Приватан живот
Био је у браку са јапанском глумицом, Сатоми Тезуком, од 1990. до 1997. године, имају два сина. Млађи син се бави глумом.

## Филмографија

### Филм
| Година | Назив                                                                   | Улога                     | Режисер(и)                   | Белешке                     | Реф.   |
| ------ | ----------------------------------------------------------------------- | ------------------------- | ---------------------------- | --------------------------- | ------ |
| 1966   | Игра на срећу (浪曲子守唄)                                              | Кенићи Ендо               | Рјуичи Такамори (鷹森立一)   |                             |        |
| 1967   | Игра на срећу 2 (続 浪曲子守唄)                                         | Кенићи Ендо               | Рјуичи Такамори (鷹森立一)   |                             |        |
| 1967   | Игра на срећу 3: Успаванка за мог сина (出世子守唄)                     | Кенићи Ендо               | Рјуичи Такамори (鷹森立一)   |                             |        |
| 1969   | Затвор Абашири: Луталица на ивици света (新網走番外地 さいはての流れ者) | Шоичи                     | Теруо Иши (石井輝男)         |                             |        |
| 1970   | Часно наслеђе (遊侠列伝)                                                | Ићиро Кавамата            | Шигехиро Озава (小沢 茂弘)   |                             | [ 39 ] |
| 1970   | Бруталне приче о витештву 7 (昭和残侠伝 死んで貰います)                 | Јасуо Ханада              | Масахиро Макино (マキノ雅弘) |                             |        |
| 1974   | Џелат (直撃! 地獄拳)                                                    | Млади Рјуичи Кога         | Теруо Иши (石井輝男)         |                             |        |
| 1978   | Шогунов самурај (柳生一族の陰謀)                                        | Хајате                    | Кинђи Фукасаку (深作欣二)    |                             |        |
| 1978   | Порука из свемира (宇宙からのメッセージ)                                | Широ Хонго                | Кинђи Фукасаку (深作欣二)    |                             |        |
| 1979   | Sanada Yukimura no Bōryaku (真田幸村の謀略)                             | Иса Нјудо Мијоши          | Садао Накађима (中島貞夫)    |                             |        |
| 1979   | G.I. самурај (戦国自衛隊)                                               | Такеда Катсујори          | Косеи Саито (斎藤光正)       |                             |        |
| 1979   | Тонда пар (翔んだカップル)                                              | Хошида                    | Шинђи Сомај (相米慎二)       |                             |        |
| 1979   | Шогунов нинџа (忍者武芸帖 百地三太夫)                                   | Такамару Момочи           | Норифуми Сузуки (鈴木則文)   |                             |        |
| 1981   | Реинкарнација самураја (魔界転生)                                       | Ига но Киримару           | Кинђи Фукасаку (深作欣二)    |                             |        |
| 1981   | Бесна ватра (吼えろ鉄拳)                                                | Ђођи Хибики/Тору Хинохара | Норифуми Сузуки (鈴木則文)   |                             |        |
| 1981   | Камиказа авантуриста (冒険者カミカゼ -ADVENTURER KAMIKAZE-)             | Акира Хошино              | Рјуичи Такамори (鷹森立一)   |                             |        |
| 1981   | Ватрени херој (燃える勇者)                                              | Џо                        | Тору Добаши (土橋亨)         |                             |        |
| 1982   | Изгубљени љубавници (道頓堀川)                                          | Кунихико Јасуока          | Кинђи Фукасаку (深作欣二)    |                             |        |
| 1982   | Нинџа у змајевој јазбини (龍之忍者)                                     | Генбу                     | Кори Јуен (元奎)             | Хонгконшки акциони филм     |        |
| 1982   | Fall Guy (蒲田行進曲)                                                   | Глуми самог себе          | Кинђи Фукасаку (深作欣二)    | Камео                       |        |
| 1982   | Нинџа ратови (伊賀忍法帖)                                               | Ђотаро                    | Косеи Саито (斎藤光正)       |                             |        |
| 1983   | Нинџа Кабамару (伊賀野カバ丸)                                           | Шизуне Међиро             | Норифуми Сузуки (鈴木則文)   |                             |        |
| 1983   | Легенда о осам самураја (里見八犬伝)                                    | Шинбеј Инуе               | Кинђи Фукасаку (深作欣二)    |                             |        |
| 1984   | Улица жеља (彩り河)                                                     | Ђођи Танака               | Харухико Мимура (三村晴彦)   |                             |        |
| 1984   | Kōtarō Makaritōru! (コータローまかりとおる！)                           | Татсуја Јошиока           | Норифуми Сузуки (鈴木則文)   |                             |        |
| 1984   | Mahjong hōrōki (麻雀放浪記)                                             | Тетсу Боја                | Макото Вада (和田誠)         |                             |        |
| 1985   | Камуијев бодеж (カムイの剣)                                             | Ђиро                      | Ринтаро (りんたろう)         | Глас                        |        |
| 1986   | Кућа гори (火宅の人)                                                    | Чуја Накахара             | Кинђи Фукасаку (深作欣二)    |                             |        |
| 1986   | Inuji ni Seshi Mono (犬死にせしもの)                                    | Шигеса                    | Казујуки Изутсу (井筒和幸)   |                             |        |
| 1986   | Кабаре (キャバレー)                                                     | Танокура                  | Харуки Кадокава (角川春樹)   |                             |        |
| 1986   | На дужности: Краљевски ратници (皇家戰士)                               | Кенђи „Питер” Јамамото    | Дејвид Чанг (鍾志文)         | Хонгконшки филм             |        |
| 1987   | Сигурна смрт 4: Освета (必殺IV 恨みはらします)                          | Укјоносуке Окуда          | Кинђи Фукасаку (深作欣二)    |                             |        |
| 1988   | Каито Руби (快盗ルビイ)                                                 | Тору Хајаши               | Макото Вада (和田誠)         |                             |        |
| 1989   | Кога да изаберем? (どっちにするの。)                                    | Ђун Јамамото              | Шусуке Канеко (金子修介)     |                             |        |
| 1990   | Жути очњаци (リメインズ_美しき勇者たち)                                 | Еиђи                      | Сони Ћиба (千葉真一)         |                             |        |
| 1990   | Хајдемо у болницу (病院へ行こう)                                        | Кохеј Шинтани             | Јођиро Такита (滝田洋二郎)   |                             |        |
| 1990   | Тугуми (つぐみ)                                                         | Кјоичи                    | Џун Ичикава (市川準)         |                             | [ 40 ] |
| 1992   | Сукцесија (継承盃)                                                      | Масаказу Јошинари         | Казуки Омори (大森一樹)      |                             |        |
| 1992   | Хајдемо у болницу 2 (病は気から 病院へ行こう2)                          | Ићиро Катакура            | Јођиро Такита (滝田洋二郎)   |                             |        |
| 1993   | Нисмо сами (僕らはみんな生きている)                                     | Кеичи Такахаши            | Јођиро Такита (滝田洋二郎)   |                             |        |
| 1993   | Nemuranai Machi: Shinjuku Same (眠らない街 新宿鮫)                      | Такаши Самеђима           | Јођиро Такита (滝田洋二郎)   |                             |        |
| 1994   | Незгодни сусрети (怖がる人々)                                           | Мушкарац                  | Макото Вада (和田誠)         | Епизода 1                   |        |
| 1994   | Интервју јунака (ヒーローインタビュー)                                  | Ђинта Тодороки            | Мићио Митсуно (光野道夫)     |                             |        |
| 1994   | Грб издаје (忠臣蔵外伝 四谷怪談)                                        | Такуми-но-ками Асано      | Кинђи Фукасаку (深作欣二)    | Посебно појављивање         |        |
| 1994   | 119 (119)                                                               | Члан штаба                | Наото Такенака (竹中直人)    |                             |        |
| 1995   | Шараку (写楽)                                                           | Тонбо                     | Маширо Шинода (篠田正浩)     |                             |        |
| 1995   | Исток среће запад                                                       | Кенкичи Камиђо            | Кикачи Окамото (岡本喜八)    |                             |        |
| 1995   | Хитан позив (緊急呼出し エマージェンシー・コール)                       | Хидејуки Харада           | Казуки Омори (大森一樹)      |                             |        |
| 1998   | Рингу (リング)                                                          | Рјуђи Такајама            | Хидео Наката (中田秀夫)      |                             |        |
| 1998   | Спирала (らせん)                                                        | Рјуђи Такајама            | Џорџ Ида (飯田譲治)          |                             |        |
| 1998   | Убиство у улици Д (D坂の殺人事件)                                       | Сеичиро Фукија            | Акио Џисођи (実相寺昭雄)     |                             |        |
| 1998   | Tadon to Chikuwa (たどんとちくわ)                                       | Асами                     | Џун Ичикава (市川準)         |                             |        |
| 1999   | Рингу 2 (リング2)                                                       | Рјуђи Такајама            | Хидео Наката (中田秀夫)      | Посебно појављивање         |        |
| 2000   | Прва љубав (はつ恋)                                                     | Шиничиро Фуђики           | Тетсуо Шинохара (篠原哲雄)   |                             |        |
| 2001   | Minna no Ie (みんなのいえ)                                              | Бармен                    | Коки Митани (三谷幸喜)       |                             |        |
| 2001   | Око поноћи (真夜中まで)                                                 | Кођи Моријама             | Макото Вада (和田誠)         |                             |        |
| 2001   | Onmyōji (陰陽師)                                                        | Досон                     | Јођиро Такита (滝田洋二郎)   |                             |        |
| 2002   | Освета на продају (助太刀屋助六)                                        | Сукероку Сукедачија       | Кихачи Окамото (岡本喜八)    |                             |        |
| 2002   | Сумрак самураја (たそがれ清兵衛)                                        | Сеибеи Игучи              | Јођи Јамада (山田洋次)       |                             |        |
| 2003   | Последњи самурај                                                        | Уђио                      | Едвард Звик                  | Америчко-новозеландски филм |        |
| 2005   | Aegis (亡国のイージス)                                                  | Хисашо Сенгоку            | Џунђи Сакамото (阪本順治)    |                             |        |
| 2005   | Бела грофица                                                            | Матсуда                   | Џејмс Ајвори                 | Британско-амерички филм     |        |
| 2005   | Обећање (無極)                                                          | Генерал Гуангминг         | Chen Kaige (陳凱歌)          | Кинески филм                |        |
| 2007   | Сунце                                                                   | Канеда                    | Дени Бојл                    | Америчко-британски филм     |        |
| 2007   | Гас до даске 3                                                          | Кенђи                     | Брет Ратнер                  | Амерички филм               |        |
| 2008   | Speed racer                                                             | Г. Муша                   | Сестре Вачауски              | Амерички филм               |        |
| 2009   | Град последњег одредишта                                                | Пит                       | Џејмс Ајвори                 | Амерички филм               |        |
| 2012   | Тенчи: Самурај астроном (天地明察)                                      | Наратор                   | Јођиро Такита (滝田洋二郎)   |                             |        |
| 2013   | Волверин                                                                | Шингем Јашида             | Џејмс Манголд                | Америчко-британски филм     |        |
| 2013   | Трагови прошлости                                                       | Такаши Нагасе             | Џонатан Теплицки             | Амерички филм               |        |
| 2013   | 47 ронина                                                               | Оиши Јошио                | Карл Ринш                    | Британско-амерички филм     |        |
| 2015   | Господин Холмс                                                          | Тамики Умезаки            | Бил Кондон                   | Америчко-британски филм     |        |
| 2015   | Минионси                                                                | Думо Сумо                 | Пјер Кофин и Кајл Балда      | Амерички филм глас          |        |
| 2017   | Траг живота                                                             | Шо Мураками               | Данијел Еспиноза             | Амерички филм               |        |
| 2018   | Хватач је био шпијун                                                    | Кавабата                  | Бен Левин                    | Амерички филм               |        |
| 2019   | Осветници: Крај игре                                                    | Акихико                   | Браћа Русо                   | Амерички филм               |        |
| 2020   | Минамата                                                                | Митсуо Јамазаки           | Ендру Левитас                | Америчко-британски филм     |        |
| 2021   | Мортал Комбат                                                           | Ханзо Хасаши / Шкорпион   | Сајмон Меквид                | Амерички филм               |        |
| 2021   | Војска мртвих                                                           | Блај Танака               | Зак Снајдер                  | Амерички филм               |        |
| 2022   | Брзина метка                                                            | Старешина                 | Дејвид Лич                   | Амерички филм               |        |
| 2023   | Џон Вик 4                                                               | Шимазу Кођи               | Чад Стахелски                | Амерички филм               |        |
| 2025   | Мортал Комбат 2                                                         | Ханзо Хасаши / Шкорпион   | Сајмон Меквид                | Постпродукција              |        |

### Телевизија
| Година         | Назив | Улога                   | Белешке                     | Реф.          |
| -------------- | --- | ----------------------- | --------------------------- | ------------- |
| 1966           | Тачка смрзавања (氷点)                                                                                      |                         | 2 епизоде                   |               |
| 1966           | ЈНР инспектор бр. 36 (鉄道公安36号)                                                                         |                         | 2 епизоде                   |               |
| 1967           | Специјална тактичка полиција (特別機動捜査隊)                                                               |                         | 1 епизода                   |               |
| 1968–1969      | Ahirugaoka 77 (あひるヶ丘77)                                                                                | Тахеј Дано              |                             |               |
| 1970           | Mito Kōmon (水戸黄門)                                                                                       | Канта                   | 1 епизода                   | [ 41 ] [ 42 ] |
| 1970–1973      | Ловац на кључеве (キイハンター)                                                                             |                         | 3 епизоде                   | [ 43 ]        |
| 1975           | Горила седам (ザ★ゴリラ7)                                                                                   |                         | 1 епизода                   |               |
| 1977           | J.A.K.Q. Dengekitai (ジャッカー電撃隊)                                                                      | Катсуја Накајама        | 1 епизода                   |               |
| 1977           | Shinkansen Kōankan (新幹線公安官)                                                                           | Јасуо                   | 1 епизода                   |               |
| 1978–1979      | Порука из свемира: Галактички ратови (宇宙からのメッセージ・銀河大戦)                                       | Хајато Ген/Мабороши     | 27 епизода                  |               |
| 1978–1979      | Јагју завера (柳生一族の陰謀)                                                                               | Хјома Хатори Сасуке     | 13 епизода                  |               |
| 1978           | Седам детектива (七人の刑事)                                                                                |                         | 1 епизода                   |               |
| 1979           | Неспутани шогун (吉宗評判記 暴れん坊将軍)                                                                   | Отоме Мороки            | 1 епизода                   | [ 44 ]        |
| 1980           | Грр! Полицајац доберман (爆走！ドーベルマン刑事)                                                            | Хироши Саваки           | 1 епизода                   |               |
| 1980–1981      | Yagyu Abaretabi (柳生あばれ旅)                                                                              | Матахеј                 | 10 епизода                  |               |
| 1981–1982      | Ратници из сенке II (影の軍団II)                                                                            | Хајате Козо             | 10 епизода                  |               |
| 1982           | Ратници из сенке III (影の軍団III)                                                                          | Сасуке                  | 13 епизода                  |               |
| 1982–1983      | Yagyu Jubei Abaretabi (柳生十兵衛あばれ旅)                                                                  | Матахеј                 | 9 епизода                   |               |
| 1984           | Диван дечко из циркуса (素晴らしきサーカス野郎)                                                             | Тсујоши Сатоми          | ТВ филм                     |               |
| 1984           | Chōdenshi Bioman (超電子バイオマン)                                                                         | Кен Хајасе              | 1 епизода                   |               |
| 1985           | Ратници из сенке IV (影の軍団IV)                                                                            | Катсу Ринтаро           | 18 епизода                  |               |
| 1985           | А онда је рат готов (そして戦争が終った)                                                                    | Тетсутаро Сузуки        | ТВ филм                     |               |
| 1985           | Kamen no Ninja Akakage (仮面の忍者赤影)                                                                     | Генџи                   | ТВ филм                     |               |
| 1985           | Ратници из сенке: Крај једне ере (影の軍団 幕末編)                                                          | Катсу Ринтаро           | 3 епизоде                   |               |
| 1986           | Новинар Саеко: Пут без повратка (インタビュアー・冴子 〜もどらない旅へ〜)                                   |                         | ТВ филм                     |               |
| 1987           | 13-годишњи ученик (同級生は13歳)                                                                            | Кенко Инаваширо         |                             |               |
| 1987           | Dokuganryu Masamune (独眼竜政宗)                                                                            | Матсудаира Тадатеру     | 9 епизода                   |               |
| 1987           | Драге успомене (松田聖子のスイート・メモリーズ)                                                             | Кијоши Ишихара          | ТВ филм                     | [ 45 ]        |
| 1987           | Ја и сестра (俺と姉貴)                                                                                      |                         | ТВ филм                     |               |
| 1988           | Tokugawa Ieyasu (徳川家康)                                                                                  | Ишида Митсунари         | ТВ филм                     |               |
| 1988           | Љубавна прича у Њујорку (ニューヨーク恋物語)                                                                | Масахиро Сакаири        |                             |               |
| 1988           | Много те волим (あなたが大好き)                                                                             | Сеичи                   | ТВ филм                     | [ 46 ]        |
| 1989           | Oda Nobunaga (織田信長)                                                                                     | Токугава Иејасу         | ТВ филм                     |               |
| 1989           | Sakamoto Ryoma (坂本龍馬)                                                                                   | Сакамото Рјома          | ТВ филм                     |               |
| 1990           | Десет Шингових двобоја (新吾十番勝負)                                                                       | Аои Шинго               | ТВ филм                     |               |
| 1991           | Taiheiki (太平記)                                                                                           | Ашикага Такауђи         | 49 епизода                  | [ 47 ]        |
| 1991           | Fall Guy: Gin-chan Goes (続・蒲田行進曲 銀ちゃんが行く)                                                     |                         | ТВ филм                     |               |
| 1992           | Seiteki Mokushi Roku (性的黙示録)                                                                           | Митсуо Вада             | ТВ филм                     |               |
| 1992           | Seizoroi Shimizu Ikka: Jirocho Uridasu (勢揃い清水一家 次郎長売り出す)                                      | Шинја но Асакичи        | ТВ филм                     |               |
| 1993           | Хидејоши Тојотоми, Освајач нације (天下を獲った男 豊臣秀吉)                                                 | Азаи Нагамаса           | ТВ филм                     |               |
| 1993           | Kōkō Kyōshi (高校教師)                                                                                      | Такао Хамура            | 11 епизода                  | [ 48 ]        |
| 1994           | Разлог због којег сам јој дужан (僕が彼女に、借金をした理由。)                                              | Кунихико Јаманобе       | 11 епизода                  | [ 49 ]        |
| 1995           | Ејб клан (阿部一族)                                                                                         | Маташичиро Емото        | ТВ филм                     |               |
| 1995           | Чудеса у светој ноћи: Деда Мраз долази у град (聖夜の奇跡 聖者が街にやってくる -Деда Мраз долази у град-」) | Јуџи Нономура           | ТВ филм                     |               |
| 1996           | Хидејоши (秀吉)                                                                                             | Ишида Митсунари         |                             |               |
| 1997           | Shin Hanshichi Torimonocho (新・半七捕物帳)                                                                 | Ханшичи                 | 18 епизода                  |               |
| 1997           | Љубавна прича (こんな恋のはなし)                                                                            | Шуичиро Харашима        | 12 епизода                  |               |
| 1998           | Страх тог човека (その男の恐怖)                                                                             | Кеисуке Кишикава        | ТВ филм                     |               |
| 1998           | Таблоид (タブロイド)                                                                                        | Тошихито Манабе         | 10 епизода                  | [ 50 ]        |
| 1999           | Лето детектива (刑事たちの夏)                                                                               | Казуки Курокава         | ТВ филм                     |               |
| 1999           | Furuhata Ninzaburō (古畑任三郎)                                                                             | Казуо Јура              | 1 епизода                   | [ 51 ]        |
| 1999           | Kujira o Mita hi (鯨を見た日)                                                                               | Тамио Оба               | ТВ филм                     |               |
| 2001           | Невенчана породица (非婚家族)                                                                               | Јосуке Матоба           | 12 епизода                  |               |
| 2004           | Синдром закључаног човека (ロックド・イン症候群)                                                            | Шунсуке Косака          | ТВ филм                     | [ 52 ]        |
| 2010           | Изгубљени                                                                                                   | Доген                   | 5 епизода                   |               |
| 2011–2012      | Освета | Сатоши Такеда           | 4 епизоде                   |               |
| 2014–2015      | Хеликс | Др Хироши Хатаке        | 15 епизода                  |               |
| 2014           | Постојање                                                                                                   | Хидеки Јасумото         | 13 епизода                  |               |
| 2016           | Последњи брод                                                                                               | Такехаја                | 9 епизода                   |               |
| 2018           | Западни свет                                                                                                | Мусаши                  | 2 епизоде                   |               |
| 2020           | Западни свет                                                                                                | Долорес „Сато” Абернати | 2 епизоде                   |               |
| 2021           | Хокај | Акихико                 | 1 епизода (архивски снимци) |               |
| 2024–садашњост | Шогун | Јоши Торанага           | Такође продуцент            | [ 53 ]        |

### Позориште
| Година    | Назив                               | Улога                        |  |
| --------- | ----------------------------------- | ---------------------------- |  |
| 1981      | Јагју Џубеи Макаи Теншо             | Ига но Киримару              |  |
| 1981      | Прича о каскадеру                   | Хиројуки                     |  |
| 1982–1984 | Велика авантура фантастичних пирата | Икар (млади гусар)/Орлов дух |  |
| 1984      | Мала продавница ужаса               |                              |  |
| 1985      | Пијани војвода                      | Наполеон Бонапарта           |  |
| 1985      | Теншу прича                         |                              |  |
| 1986      | Авантура одлазак омладине           | [ тражи се извор ]           |  |
| 1986      | Љубавна прича каскадера             |                              |  |
| 1986      | Ромео и Јулија                      | Ромео                        |  |
| 1987      | Билокси блуз                        | Јуџин                        |  |
| 1988      | Велика река                         | Хаклбери                     |  |
| 1989–1990 | Бродвеј веза                        | Јуџин                        |  |
| 1993      | Клуб Месечина                       |                              |  |
| 1995–1998 | Хамлет                              | Хамлет                       |  |
| 1999–2000 | Краљ Лир                            | Будала                       |  |
| 2000      | Оркестарска јама                    | Диригент                     |  |

## Награде
| Награда                                     | Година | Категорија                                   | Дело                                                                     | Резултат   | Реф.          |
| ------------------------------------------- | ------ | -------------------------------------------- | ------------------------------------------------------------------------ | ---------- | ------------- |
| Астра ТВ награде                            | 2024   | Најбољи глумац у стримованој драмској серији | Шогун                                                                    | На чекању  | [ 38 ]        |
| Blue Ribbon награде                         | 1994   | Најбољи глумац                               | Нисмо сами                                                               | Освојено   |               |
| Blue Ribbon награде                         | 1996   | Најбољи глумац                               | Шараку Исток среће запад Kinkyu yobidashi - Emâjenshî kôru               | Освојено   |               |
| Blue Ribbon награде                         | 2006   | Најбољи глумац                               | Aegis                                                                    | Освојено   |               |
| Camerimage                                  | 2024   | Најбољи наступ у ТВ серији                   | Шогун                                                                    | Освојено   | [ 35 ]        |
| Готам ТВ награде                            | 2024   | Најбољи наступ у серији ограниченог трајања  | Шогун                                                                    | Номинација | [ 36 ]        |
| Хочи филмске награде                        | 1988   | Најбољи глумац                               | Каито Руби                                                               | Освојено   |               |
| Хочи филмске награде                        | 1995   | Најбољи глумац                               | Шараку Исток среће запад Kinkyu yobidashi - Emâjenshî kôru               | Освојено   |               |
| Филмска награда јапанске академије          | 1982   | Нова млада звезда године                     | Реинкарнација самураја Бесна ватра Bôkensha kamikaze                     | Освојено   |               |
| Филмска награда јапанске академије          | 1985   | Најбољи глумац у главној улози               | Mahjong hōrōki Улица жеља Легенда о осам самураја                        | Номинација |               |
| Филмска награда јапанске академије          | 1991   | Најбољи глумац у главној улози               | Тугуми Byôin e ikô Rimeinzu: Utsukushiki yuusha-tachi                    | Номинација |               |
| Филмска награда јапанске академије          | 1994   | Најбољи глумац у главној улози               | Nemuranai Machi: Shinjuku Same Нисмо сами                                | Номинација |               |
| Филмска награда јапанске академије          | 2003   | Најбољи глумац у главној улози               | Сумрак самураја                                                          | Освојено   |               |
| Филмска награда јапанске академије          | 2006   | Најбољи глумац у главној улози               | Aegis                                                                    | Номинација |               |
| Кинема Јунпо награде                        | 1989   | Најбољи глумац                               | Каито Руби                                                               | Освојено   |               |
| Кинема Јунпо награде                        | 1994   | Најбољи глумац                               | Nemuranai Machi: Shinjuku Same Нисмо сами                                | Освојено   |               |
| Кинема Јунпо награде                        | 1996   | Најбољи глумац                               | Шараку Исток среће запад Kinkyu yobidashi - Emâjenshî kôru               | Освојено   |               |
| Кинема Јунпо награде                        | 2003   | Најбољи глумац                               | Сумрак самураја Освета на продају                                        | Освојено   |               |
| Маиничи филмске награде                     | 2003   | Најбољи глумац                               | Сумрак самураја Освета на продају                                        | Освојено   |               |
| Еми награде                                 | 2024   | Најбоља драмска серија                       | Шогун                                                                    | Освојено   | [ 54 ] [ 55 ] |
| Еми награде                                 | 2024   | Најбољи главни глумац у драмској серији      | Шогун                                                                    | Освојено   | [ 54 ] [ 55 ] |
| Награда асоцијације телевизијских критичара | 2024   | Индивидуално постигнуће у драми              | Шогун                                                                    | Номинација | [ 37 ]        |
| Јокохама филмски фестивал                   | 1989   | Најбољи глумац                               | Каито Руби                                                               | Освојено   |               |
| Јокохама филмски фестивал                   | 1994   | Најбољи глумац                               | Nemuranai Machi: Shinjuku Same Нисмо сами Yamai wa kikara: Byôin e ikô 2 | Освојено   |               |